# Temple d'Awwam
El màhram Balquís (àrab: محرم بلقيس, maḥram Balqīs, ‘[recinte] sagrat de Balquís [reina de Sabà]’) o temple d'Awwam (àrab: معبد أوام, maʿbad Awwām) és un temple sabeu dedicat a Almaqah, deïtat principal del sud d'Aràbia, coneguda com «el Senyot d'Awwam».

## Situació
El temple és 7 km al sud-est de l'antiga Marib, l'antiga capital del Regne de Sabà, construït a la rodalia de la ciutat. Generalment, els principals santuaris sabeus se situen fora dels centres urbans, segurament per privacitat religiosa i per facilitar la pràctica dels rituals, perquè hi arribaven pelegrins d'àrees remotes dels territoris sabeus. Aquestes peregrinacions van tenir lloc del 1200 ae al 550. Aquests costums s'observen en diversos temples d'Al-Jawf i Hadramaut.
A partir de la construcció de la presa de Marib, al segle vi, les àrees conreables de la zona deixaren d'existir, i s'abandonà la ciutat, i amb el temps el temple deixà de ser visitat i l'arena del desert en cobrí l'estructura.

## Inscripcions
La inscripció més antiga trobada al temple es refereix a la construcció d'un enorme recinte manat pel mukàrrib Yadaʿʾil Dharih I a mitjan segle VII ae, la qual cosa indica que la construcció del temple ha de ser força anterior. La inscripció de Yadaʿʾil s'esculpí a l'exterior: «Yadaʿʾil Dharih, fill de Sumhuʾalay, mukàrrib de Sabà, va murar Awwam, el temple d'Almaqah, quan va sacrificar a Athtar i [quan] va establir tota la comunitat [unida] per un déu i un patró i un pacte i un trac[tat secret. Per Athtar i per Hawbas i per] Almaqah.»
La major part del temple l'ocupa un pati a cel obert, tancat per un mur de pedra de planta oval irregular. A la paret interior del saló hi havia desenes d'inscripcions molt importants del període final del regne sabeu.
L'excavació parcial del peristil del temple entre 1951 i 1952 per la Fundació Americana per a l'Estudi Humà, dirigida per Wendell Philips, va obrir quasi totalment el pati d'entrada i en trobà molts artefactes, com ara elaborades estàtues de bronze i l'ús de l'entrada sud a la paret el·líptica per a rituals de ablució abans d'entrar a la cel·la.

## Plànol general del temple
El temple se situava en un lloc aïllat, que era una àrea religiosa sagrada. El nom en sabeu, ''wm' (Awwam, ‘lloc de refugi’), denota la sacralitat del santuari. És possible que s'haja transformat d'un petit santuari en un enorme complex, amb estructures unides al temple, com ara cases per a sacerdots, sales auxiliars, tallers per a metal·lúrgics, cementeri unit al santuari i una àrea residencial que forma l'enclavament protegit. Les recerques geomorfològiques mostraren que el temple s'alçà en una alta plataforma natural, per fer-lo encara més impressionant als espectadors. L'accés se'n controlava amb portes que conduïen a les sèries jeràrquiques de patis i corredors que servien d'àrees de transició.
El temple s'orientava al sol naixent (nord-est) i constava de vuit pilars propileus que assenyalaven l'entrada, seguits per un gran saló obert rectangular, el peristil i un recinte massís de forma oval amb altres estructures exteriors (proper al cementeri). Els pilars són la característica arquitectònica més difosa usada en les antigues estructures religioses del sud d'Aràbia. El peristil pot haver reflectit els nombres del propileu de 8 pilars. En el peristil hi ha 32 pilars (4 × 8) amb imitació de pètals i 64 finestres falses (8 × 8) dins d'aquest saló.
Se solien col·locar estàtues de toros de bronze, cavalls i humans a les portes d'entrada del temple. Molts aspectes de la decoració, pintures geomètriques i figuratives, grans escultures de pedra finament detallades, inscripcions pintades de roig i els bells frisos a l'exterior de la paret, servien per a impressionar els visitants i omplir-los d'admiració en la presència de Déu.

### El peristil

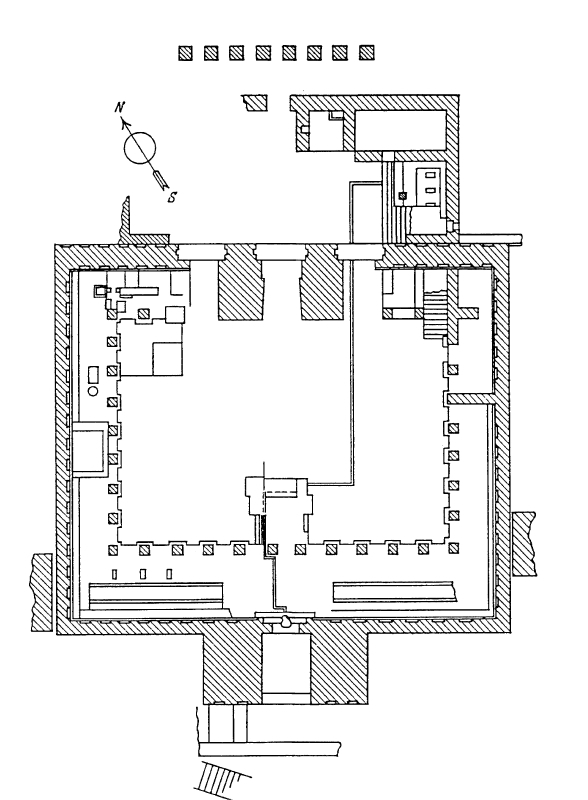
Planta del peristil

L'àrea oberta té una forma semirectangular: s'entra en aquesta estructura a través de 8 monòlits amb pilars en propileu, amb entaulaments quadrats projectats per a acomodar un arquitrau. El perímetre de l'àrea de peristil és de 42 m × 19 m. L'interior de l'estructura conté una gran biblioteca de blocs de pedra inscrits i 64 motius de finestres falses verticalment dobles amb 32 pilars fets de monòlit únic, excepte dos que sostenien bigues de pedra.
El nombre 8 sembla reflectir un nombre sagrat, doncs n'és usat a l'entrada, pilars interiors (8 × 4) i finestres falses (8 × 8). Alguns edificis antics d'Aràbia del Sud, incloent el saló peristil d'Awwam, semblen seguir un sistema de mesures prescrites, en comptes de l'ús total de l'espai. L'excavació de 1951 va revelar inscripcions d'Aràbia del Sud, un grup de capitells de columnes trencades, plaques de bronze, altars i nombroses estàtues de ceràmica, amb fragments que daten de 1500 ae a 1200 ae.
Un conducte d'aigua visible fet d'alabastre anava pel corredor fins a un safareig de bronze (69 × 200 cm) col·locat en una sala per a la purificació. L'aigua queia al sòl com una font, i va caure tant de temps i amb tanta força que va acabar travessant un gibrell de coure col·locat a sota i després la mateixa pedra.

### El Santuari Oval

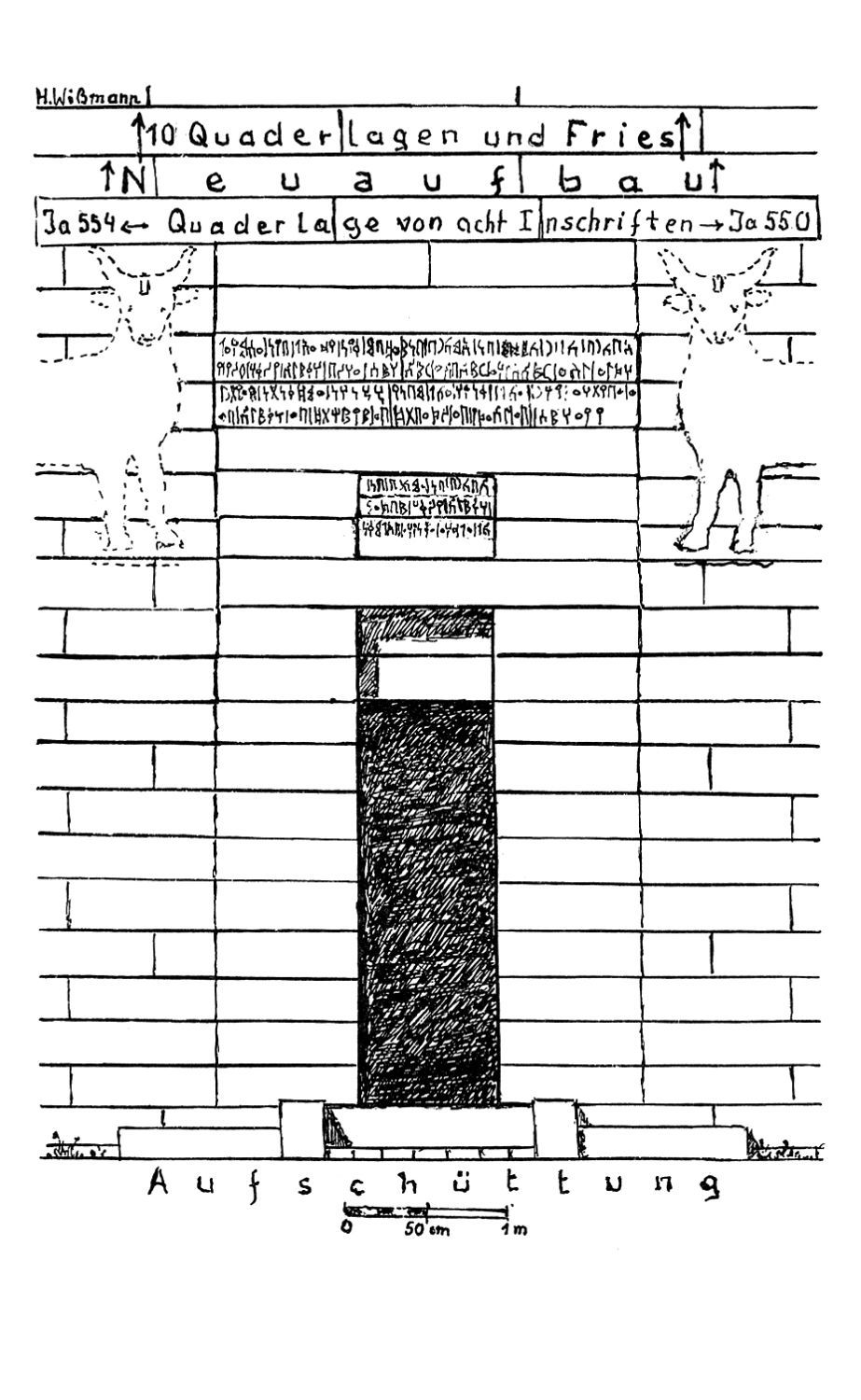
Reconstrucció de la porta nord-oest, només per a sacerdots

El santuari és tancat per una paret oval massissa que flanqueja el peristil en les ales oest i est; la paret fa 757 m de llarg i 13 m d'alçada; no obstant això, l'altura originària no pot ser determinada amb certesa i és difícil avaluar la seva extensió total.
Centenars d'inscripcions aparegueren al santuari i en les proximitats; només unes poques tracten directament de la construcció del temple. Un dels termes usats per al santuari era, en sabeu, gwbn (‘santuari de l'oracle’). El santuari enclou una plataforma elevada dintre de l'àrea sagrada del temple, que representa la muntanya primordial. Sembla, a partir d'investigació arqueològica, que es construí un lloc de culte a l'entorn d'una font dintre del santuari.
Es pot accedir al santuari oval per dues portes: la que venia del corredor peristil, que era l'entrada principal, i una altra més antiga al nord-oest es construí només per a sacerdots. Una tercera porta es descobrí en les excavacions de 1951, però duia al cementeri i s'hi entrava només des de dins del santuari oval i en els rituals funeraris.
El santuari oval era la part principal i més sagrada del temple. Era un espai obert que contenia diverses estructures, patis i fonts. La majoria dels rituals es feien al santuari oval i, segons les inscripcions en sabeu, era la casa d'Almaqah: inclou tres llocs per a purificació i per a realitzar ablucions abans d'entrar als espais sagrats, principalment al santuari oval (casa d'Almaqah). La neteja l'emfasitzen les inscripcions descobertes que tracten de la puresa física i espiritual dels adoradors. Algunes inscripcions testimonien que un individu que entra al santuari sense fer els rituals de purificació patirà greus conseqüències.

### El cementeri

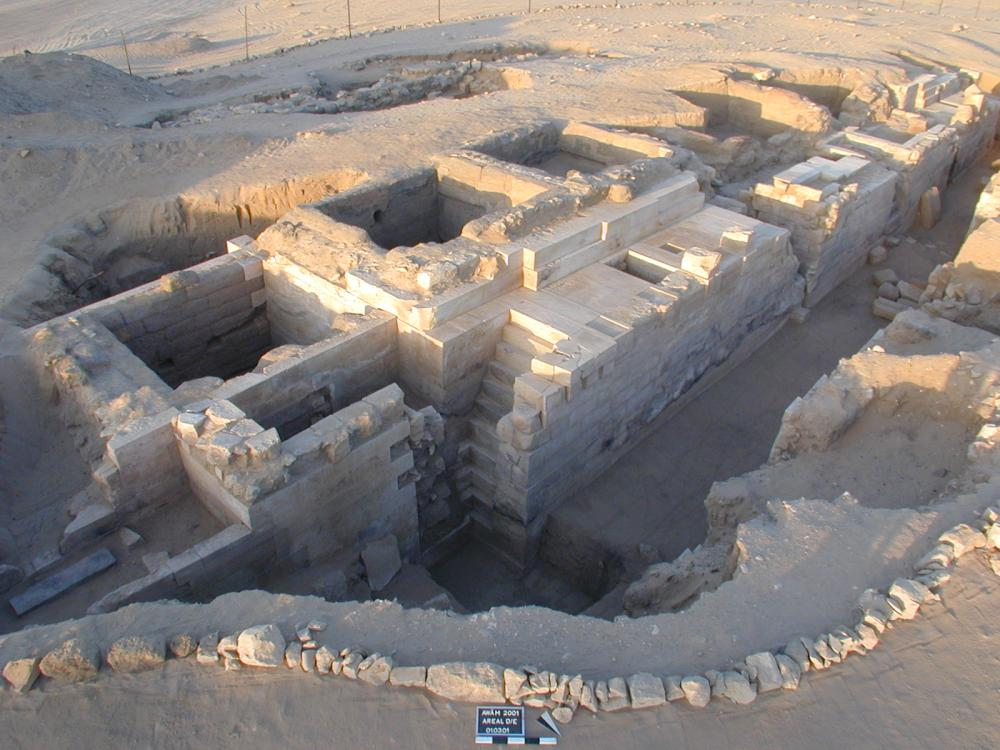
Cementeri annex

Es va unir un cementeri al Santuari Oval al segle VII ae, i només s'hi podia entrar des de dins. El cementeri arrecera prop de 20.000 tombes. Els túmuls formen estructures amb diversos pisos (fins a quatre) construïts usant blocs de gres molt polits. Les parets exteriors de vegades es decoraven amb frisos i baixos relleus amb el rostre dels morts.
Segons les inscripcions del sud d'Aràbia, el cementeri s'anomenava mhram gnztn (‘[recinte] sagrat del cementeri’). Malgrat la seua sacralitat, no s'hi trobaren restes epigràfiques de cerimònies rituals. Aparentment, els rituals es realitzaven al Santuari Oval, i després al cementiri altres cerimònies es farien abans del soterrament.
La memòria dels morts era preservada col·locant representacions esculturals seues als túmuls i sovint se n'hi inscrivien els noms.